# Square de Verdun
Le square de Verdun est une voie du 10e arrondissement de Paris, en France.

## Situation et accès
Le square de Verdun est une voie située dans le 10e arrondissement de Paris. Il débute au 14, avenue de Verdun et se termine en impasse.

## Origine du nom

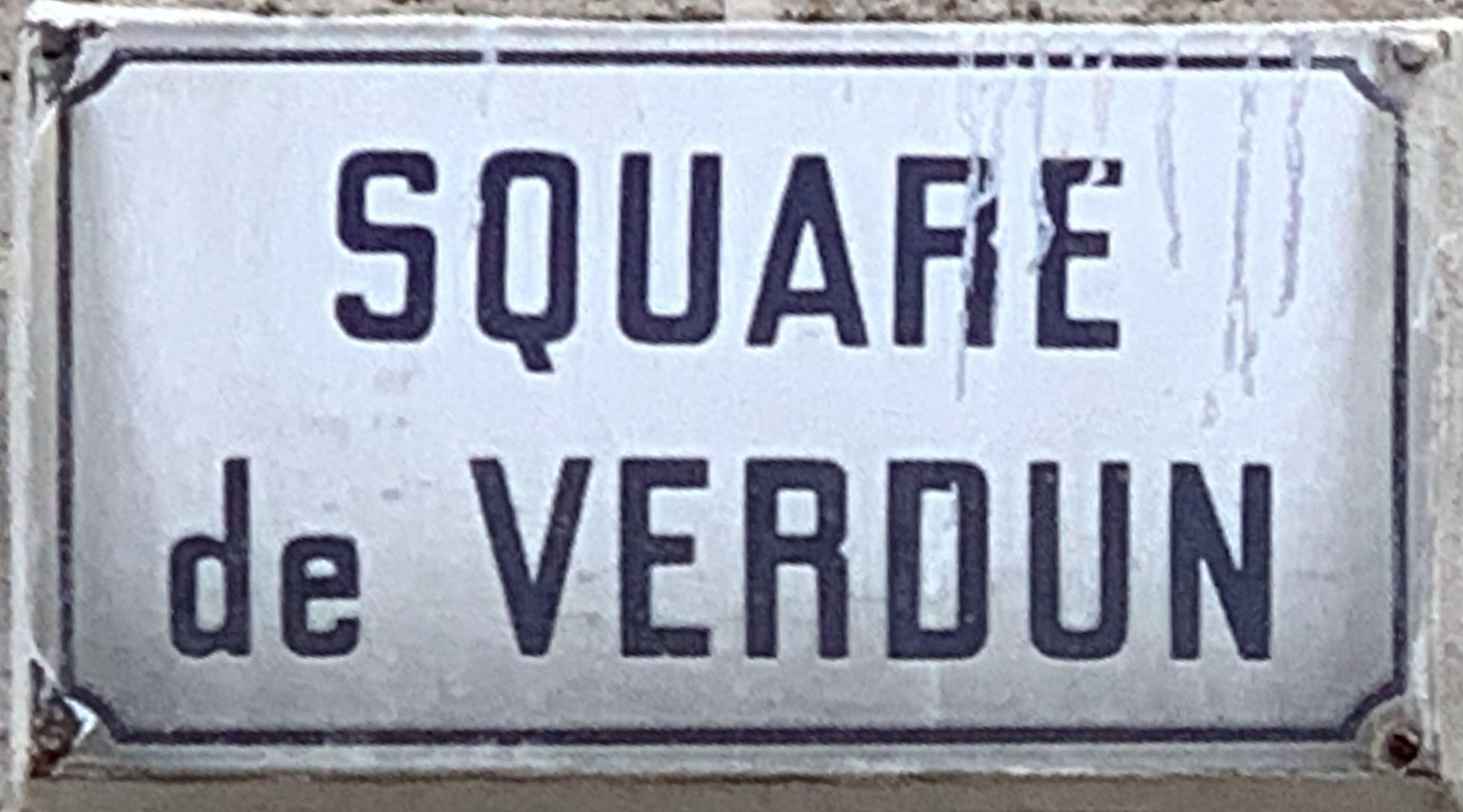
Plaque de la voie.

Il porte le nom de Verdun, ville du département de la Meuse, célèbre par la bataille dont elle fut le centre en 1916.

## Historique
Le square est créé et prend sa dénomination actuelle en 1937. 